# Obwód Częstochowa Armii Krajowej
Obwód Częstochowa – jednostka terytorialna Związku Walki Zbrojnej, a następnie Armii Krajowej. 
Operowała na terenie powiatu częstochowskiego i nosiła kryptonimy "Tkalnia", "Lilia", "Listopad" i "Bartosz".
Wraz z Obwodem Włoszczowa AK i Obwodem Radomsko AK wchodził w skład Inspektoratu Częstochowskiego Okręgu Radom-Kielce ("Jodła").

## Obsada personalna obwodu
Komendanci obwodu
- płk piech. Feliks Jędrychowski „Ostroga”, „Brzechwa” – w 1940
- kpt. Stefan Gądzio „Kos” – do jesieni 1941 r.
- por. Seweryn Marciniak „Kazik” – do marca 1942
- kpt. Lucjan Mirowski „Błyskawiec” – do września 1942
- mjr Sobolewicz „Góral”
- rtm. / mjr Paweł Bierzyński „Szczepan”, „Roch”, „Julian”, „Jeleń”, „Korwin” – do sierpnia 1944
- kpt. Stanisław Finke „Niedziela” – do stycznia 1945